# MMT 天文台
MMT 天文台(MMTO)は、フレッド・ローレンス・ホイップル天文台（IAU 天文台コード 696）にある天文台である。ホイップル天文台は、ツーソンの南55キロメートルにあるアリゾナ州のホプキンス山に位置する。天文台はアリゾナ大学とスミソニアン協会によって運営されており、アリゾナ州アマドにビジターセンターがある。1968年から計画され、1979年に稼働開始した。
MMT天文台の望遠鏡は、かつては「マルチミラー望遠鏡 (英: Multiple Mirror Telescope) 」と呼ばれ、口径1.8メートル (m) 反射望遠鏡6本を束ねて共通の架台に載せた構造をしていた（集合鏡望遠鏡#MMT天文台参照）。反射鏡の重量及びコスト削減には貢献したものの、当時の技術では光軸の調整が困難で、解像度にも難があった。マルチミラー望遠鏡は1998年まで運用された。
マルチミラー望遠鏡の完成後、ハニカム構造による大型鏡の製造法が確立されたことを受け、2000年に口径6.5 mの単一鏡大口径望遠鏡に改修されて名前も「MMT」に変更されている。なお、マルチミラー望遠鏡時代の架台などは再利用されている。2002年からは副鏡が可変形鏡に換装され、補償光学に対応できるようになった。
主鏡はハニカム構造で軽量化されている。MMTは従来の天文台とはドームの形が異なる。屋根が望遠鏡と同時に移動する。冷却が素早くできるのでシーイングが向上する。

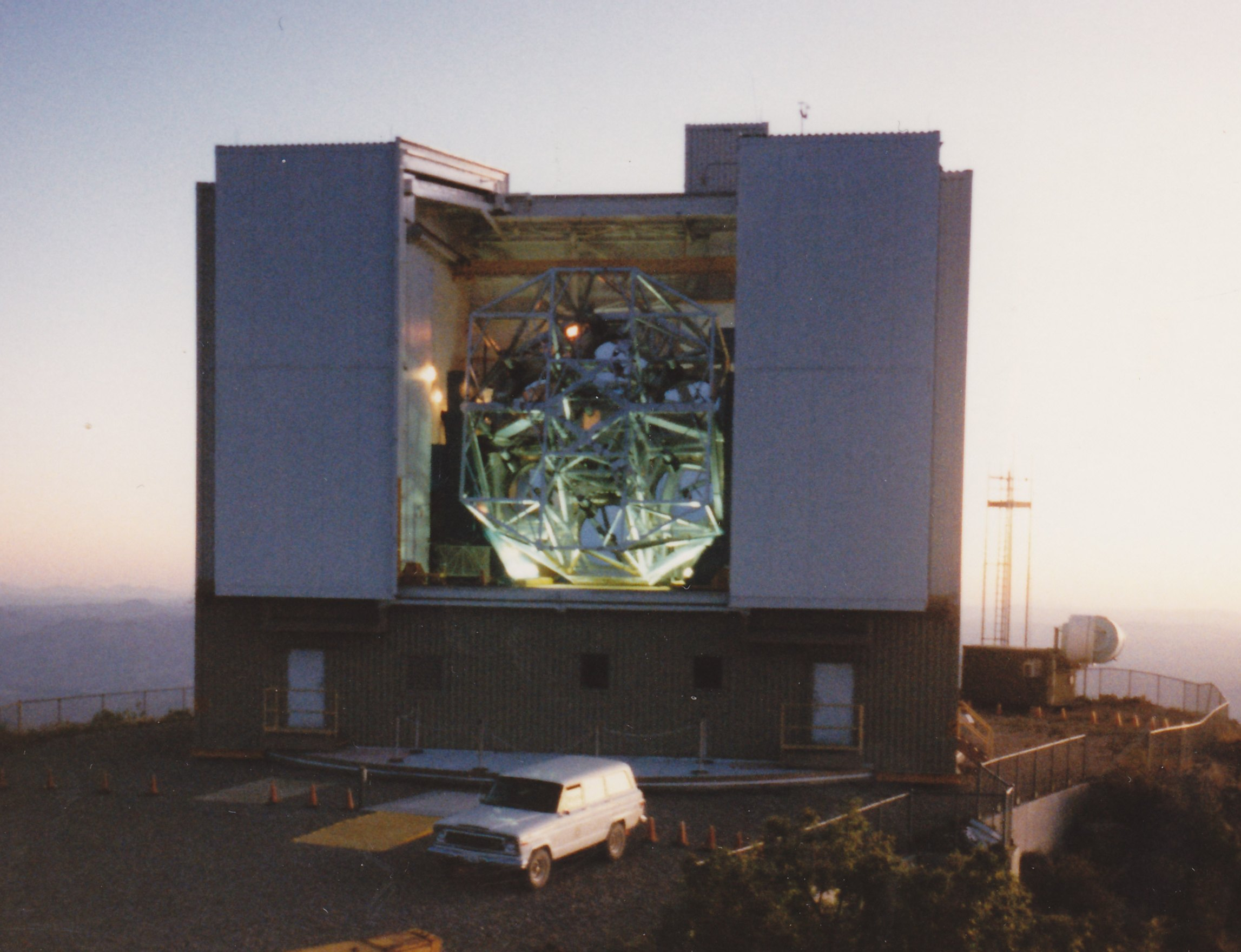
単一鏡に改修される以前のMMT (1981年撮影)